# Jan Långben på andjakt
Jan Långben på andjakt (engelska: Foul Hunting) är en amerikansk animerad kortfilm med Långben från 1947.

## Handling
Långben bestämmer sig för att bege sig ut på andjakt. Men det verkar som att inte jakten går vidare bra, då Långben förväxlar sina konstgjorda änder med riktiga.

## Om filmen
Filmen hade svensk premiär den 2 augusti 1948 på biografen Spegeln i Stockholm.
Filmen har givits ut på VHS och finns dubbad till svenska.

## Rollista
- Pinto Colvig – Långben[7]